# No Dice
Albums de Badfinger
Magic Christian Music
(1970) Straight Up
(1971)
Singles
1. No Matter What
Sortie : 12 octobre 1970

No Dice est le troisième album du groupe britannique de rock Badfinger. Il est sorti en 1970 sur le label Apple Records.
C'est le deuxième album du groupe sous le nom de Badfinger et le premier avec le guitariste Joey Molland, qui remplace le bassiste Ron Griffiths. Tom Evans, qui tenait jusqu'alors la guitare rythmique, passe alors à la basse. Cette formation n'évolue plus jusqu'à la première séparation de Badfinger, en 1975.
L'unique single tiré de No Dice, No Matter What, se classe no 5 des ventes au Royaume-Uni et no 8 aux États-Unis.

## Fiche technique

### Chansons
| 1. | I Can't Take It | Pete Ham                | 2:57 |
| 2. | I Don't Mind    | Tom Evans, Joey Molland | 3:15 |
| 3. | Love Me Do      | Joey Molland            | 3:00 |
| 4. | Midnight Caller | Pete Ham                | 3:01 |
| 5. | No Matter What  | Pete Ham                | 3:01 |
| 6. | Without You     | Pete Ham, Tom Evans     | 4:43 |

| 7.  | Blodwyn            | Pete Ham                                        | 3:26 |
| 8.  | Better Days        | Tom Evans, Joey Molland                         | 4:01 |
| 9.  | It Had to Be       | Mike Gibbins                                    | 2:26 |
| 10. | Watford John       | Tom Evans, Mike Gibbins, Pete Ham, Joey Molland | 3:23 |
| 11. | Believe Me         | Tom Evans                                       | 3:01 |
| 12. | We're for the Dark | Pete Ham                                        | 3:55 |

### Musiciens
- Pete Ham : chant, guitare solo, guitare rythmique, piano, piano bastringue, Rhodes
- Tom Evans : chant, basse
- Joey Molland : chant, guitare solo, guitare rythmique
- Mike Gibbins : chant, batterie

### Équipe technique
- Mal Evans, Geoff Emerick : production
- John Kurlander, Richard Lush, Mike Jarrett : ingénieurs du son
- Richard DiLello (en) : photographie

### Classements et certifications
| Pays (classement)          | Meilleure position |
| -------------------------- | ------------------ |
| États-Unis (Billboard 200) | 28                 |